# 후루야 히데오
후루야 히데오(일본어: 古屋 英夫, 1955년 8월 1일 ~ )는 일본의 전 프로 야구 선수이자 야구 지도자이다. 지바현 훗쓰시 출신이며 현역 시절 포지션은 내야수였다.
현역 시절 닛폰햄 파이터스의 주력 선수로서 활약하여 작은 키와 건장한 체격에 장타력을 지녔기 때문에 ‘본바’(ボンバー)라는 별명으로 유명했다.

## 인물

### 프로 입단 전
지바현 훗쓰시에서 어부의 가정에서 태어났다. 초등학교 3학년 때 갈비뼈에 궤양이 발견돼 적출 수술을 받았고 회복을 위해서 부친의 권유로 야구를 시작했다. 야구에서 뛰어난 재능을 선보였기에 6학년 무렵부터 중학교의 연습에도 참가했고 아마하 중학교에 입학하면서는 투수 겸 4번 타자를 맡았다. 여러 곳의 고등학교 야구부로부터 진학을 권유받았고 키사라즈 기사라즈추오 고등학교에 진학했다. 고등학교에서도 1학년 가을부터 에이스로 4번 타자를 맡았는데 전국 대회에는 출전하지 못했다. 고등학교 시절부터 타격 등에서 높은 평가를 받았고 3학년이던 1973년 6월에는 일본을 방문한 하와이 고교 선발팀과의 교류 경기를 위해 편성된 지바현 선발팀에서 4번 타자를 맡아 이 팀에서는 가케후 마사유키가 3번 타자로 활약했다. 그해 소속 현 대회(전국 고등학교 야구 선수권 지바 대회)에서는 결승에서 쓰치야 마사카쓰, 시노즈카 도시오가 소속된 조시 상업 고등학교와 맞대결을 펼쳤지만 연장전까지 접전 끝에 7대 9로 패했다.
고교 졸업 후 아시아 대학에 진학하였고 2학년 가을까지 도토 리그전에서 5차례의 등판을 경험했다. 3학년 봄에 야노 스케히로 감독의 권유로 3루수로 전향했는데 그 직후에 열린 춘계 리그전에서 4번 타자를 맡아 4할 4푼 2리의 타율로 수위 타자를 획득했다. 리그 통산 56경기에 출전하여 181타수 60안타, 타율 3할 3푼 1리, 6홈런, 31타점 등을 기록했고 베스트 나인을 3차례나 수상했다. 4학년 여름에는 미일 대학 야구의 일본 대표팀 선수로 발탁돼 여기에서도 4번 타자를 맡았다. 야쿠르트 스왈로스를 비롯해 여러 구단으로부터 1977년 프로 야구 드래프트 회의에서 1순위 지명을 약속받았지만 실제론 닛폰햄 파이터스로부터 2순위 지명을 받게 됐다. 약속을 지키지 못한 것에 대해 야구부 감독이었던 야노가 크게 화를 냈지만 후루야 자신은 프로에 입단하려는 희망이 있었기 때문에 입단이 결정됐다.

### 닛폰햄 파이터스 시절

#### 입단 초기 ~ 1984년
1978년의 닛폰햄은 전년도에 2루수 및 유격수를 맡은 유키자와 히사타카나 스가노 미쓰오의 타율이 각각 1할 9푼 6리, 1할 8푼 5리를 기록할 정도로 침체를 겪었던 일에서 오사와 게이지 감독은 대학 시절에 간판 타자로 활약했던 후루야를 춘계 스프링 캠프에서 유격수로 변경하려고 시도했다. 그러나 견제구를 제대로 잡지 못해 안면에 맞는 등 수비에서 상당 부분 어려움이 있어 유격수로의 변경은 무산돼 시즌 개막은 2군에서 맞이했다. 하지만 개막 직후에 주전 3루수였던 도미타 마사루가 부상당했기 때문에 4월 13일부로 1군에 승격됐다. 이튿날 4월 14일 긴테쓰 버펄로스와의 경기에서는 3루수로서 선발 멤버로 기용돼 3회에는 프로 첫 타석에서 오타 고지로부터 안타를 기록했고 그 다음날에는 이모토 다카시로부터 프로 데뷔 첫 홈런을 때려냈다. 4월 19일 롯데 오리온스전에서는 무라타 조지로부터 홈런을 때려내는 한편, 세 차례의 실책을 범하는 등 일본 최초의 인조잔디 구장이었던 홈구장 고라쿠엔 구장에서의 수비에 대한 부담을 안게 됐지만 오사와 감독의 젊은 선수를 기용한다는 방침에 따라 4월 하순에 복귀한 도미타는 2루수로 변경돼 후루야는 계속 기용됐다.
또한 구단의 투표 호소도 있어 1978년 올스타전에서는 2할대 전반의 타율로 선출됐지만 투표 결과가 크게 문제시되어 팀 동료인 스가노와 함께 출전을 포기했다. 변화구의 대응이 미숙했던 점 등에서 프로 1년째의 성적은 타율 2할 1푼 8리, 7홈런으로 끝났지만 주로 8번 타자로서 108경기에 출전했다. 이 경험을 토대로 이듬해 1979년에는 3할 1푼 2리라는 팀내 최고 타율을 기록하여 그 해에 열린 올스타전에도 출전했다. 또한 이 올스타전에서는 4타석 모두 무안타로 끝났다. 1979년 시즌의 타순은 바비 미첼, 가시와바라 준이치, 샘 유잉 다음으로 6번 타자를 주로 맡았다. 이 무렵부터 3루 수비에도 자신감을 가질 수 있게 됐다고 한다.
프로 4년째인 1981년에는 처음으로 모든 경기에 출전해 토미 크루즈, 가시와바라, 토니 솔레이터에 이어 6번 타자 로서 73타점을 기록하는 등 승부에 강한 타격으로 팀의 리그 우승에 기여했다. 같은 해 일본 시리즈에서는 3차전에서 맹타상을 기록하는 등 6번·3루수로서 전 이닝 출전을 달성했지만 타율은 2할 1푼 7리에 그쳤다. 그해 다이아몬드 글러브상의 선출에서는 아깝게도 후지와라 미쓰루에게 1표 차이로 졌다. 1982년에는 2년 연속으로 전 경기 출전을 달성했고 타율과 홈런은 작년 시즌의 성적을 웃도는 것과 동시에 다이아몬드 글러브상을 처음으로 수상했다. 1983년에는 자신의 두 번째인 3할 대의 타율을 기록해 2년 연속으로 다이아몬드 글러브상을 수상했지만 우에무라 요시노부가 감독으로 취임한 1984년에는 최하위가 된 팀의 부진에 맞춰 타율이 2할 4푼 8리로 떨어졌다. 또한 그 해까지 4년 연속으로 전 경기 출전 기록을 달성했다.

#### 1985년 ~ 1990년
1985년에는 다카다 시게루가 감독으로 취임했고 5월에 가시와바라 준이치가 사구에 맞아서 결장한 것을 계기로 쓰스에 히데아키가 대신해서 1루수를 맡을 기회가 늘었다. 똑같이 가시와바라에 대신할 4번 타자로서는 크루즈나 마이크 패터슨이 후보에 올랐지만 각각 장타력이나 안정감에 어려움이 있어서 6월 20일 난카이 호크스와의 경기에서 후루야가 4번 타자로 기용됐다. 이전에 가시와바라에 대해서 에나쓰 유타카가 “찬스인 상황에선 4번 타자는 홈런이나 삼진을 당해도 좋다”라고 말했던 것을 떠올려서 긴장을 풀고 대처해 이 경기에서 2개의 홈런을 때려내고 그대로 4번으로 고정됐다.
7월 9일 긴테쓰전에서 선발 투수 스즈키 게이시로부터 우중간을 가르는 3루타를 쳐서 이에 충격을 받은 스즈키는 그대로 현역에서 은퇴했다. 같은 달 20일부터 23일까지 6년 만에 올스타전에 출전했는데 2차전에서는 2타수 2안타 1타점의 기록을 남겼다. 8월 14일 난카이전에서 오른쪽 발뒤꿈치를 다치는 부상을 당해 그 후 며칠 동안은 대타로서 연속 경기 출전을 계속하고 있었지만 8월 19일 긴테쓰전에서의 9회 1사 상황에서 대기 타석에 들어가 있었는데 앞 타자였던 후타무라 다다미가 끝내기 홈런을 쳤기 때문에 기록은 646경기에서 끝났다. 그 해에 자신의 최고 기록인 33홈런과 96타점을 기록하여 첫 타격 타이틀인 최다 승리 타점을 차지했고 2년 만에 다이아몬드 글러브상을 수상했다. 오프 시즌의 계약 갱신에서는 연봉이 전년의 2,400만 엔에서 3,200만 엔(모두 추정치)으로 크게 상승했다.
1986년에는 닛폰햄에 새로 입단한 팻 퍼트넘이 4번 타자로 들어갔기 때문에 자신은 5번으로 내려가고 2년 만에 모든 경기에 출전하여 골든 글러브상을 수상했다. 2년 뒤인 1988년에는 주니치 드래건스에서 오시마 야스노리가 트레이드로 입단하여 5번 타자가 됐고 후루야는 6번을 맡았다. 1989년에는 감독으로 취임한 곤도 사다오는 후타무라를 3루수로 변경하려고 했지만 타격의 침체도 있어서 곧바로 외야수로 되돌렸다. 그해 5월 5일 한큐 브레이브스전에서 9번 타자로 출전해 홈런을 날려 사상 최초로 전타순 홈런 기록을 달성했다. 그 해엔 토니 브루어에 이은 팀내 2위인 타율 2할 7푼 2리, 팀내 3위에 해당되는 14홈런을 기록했다.
1990년에는 곤도 감독이 나카지마 데루시를 3루수로 바꾸고 시범 경기에서 적극적으로 기용하자 나카지마도 82타수 28안타로 타율 3할 4푼 1리의 좋은 성적을 남겼다. 한편 후루야는 10경기 출전에만 그쳐 21타수 4안타로 타율은 2할 1푼 4리였다. 시즌에 들어가서도 주전 3루수는 나카지마가 맡았지만 6월에는 타율이 2할 5푼에 그쳐 수비에서도 실책이 눈에 띄었다. 주전 박탈에 대해서 후루야에 대한 수뇌진에게서의 뚜렷한 설명이 전혀 없었던 것에 대해 섭섭함을 느꼈다고 한다. 7월에는 나카지마가 외야수로 되돌아오면서 후루야의 출전 기회도 늘어났지만 프로 입문 이후 저조한 성적으로 시즌을 마쳤다. 일본 시리즈 직후인 10월 27일에 오사와 게이지로부터 스카우트로 전향하라는 권유받았지만 이를 거절하고 트레이드를 지원했다. 구단에 의한 트레이드 교섭은 순조롭지 못했기 때문에 자유 계약을 희망했고 12월에 한신 타이거스로부터 오퍼를 받고 1,000만 엔이 감소된 연봉 2,300만 엔(추정치)으로 계약을 맺었다.

### 한신 타이거스 시절
이적 첫 해인 1991년에는 대타로서 활약하여 타율 3할 1푼 1리를 기록했고 이듬해 1992년에는 13경기 출전에 그치면서 그 해를 마지막으로 15년 간의 현역 생활을 은퇴했다.

### 그 후
1993년부터 2002년까지는 닛폰햄에서 타격 코치와 내야 수비 주루 코치, 타격 수석 코치를 맡았다. 2003년부터 5년 동안 오릭스의 스카우트로서 일본 각지를 순회했다. 당시에 자신을 본 선수로서는 도리타니 다카시와 다나카 마사히로가 인상에 남았다고 한다. 또 자신의 경험과 비교해서 야수의 시선에서 신체 능력이나 투구가 때리기 어려운 점을 평가했다.
2008년에는 오릭스의 2군 타격 코치로 부임했지만 테리 콜린스 감독의 퇴단에 따라 스미토모 다이라 2군 감독이 6월부터 1군 수석 코치로 인사 이동했기 때문에 2군 감독을 겸임하게 됐다. 이듬해 2009년에는 2군 감독에만 전념해서 밝고 엄한 지도에 의해 선수들이 의견을 서로 내놓고 소통할 수 있는 분위기를 지향하고 있었다. 육성을 중시하면서도 때로는 승부에 집착해서 이길 경기를 끝까지 지키도록 정신면을 단련했다.
2010년에는 도호쿠 라쿠텐 골든이글스의 1군 타격 코치를 맡으면서 시즌 종료 후에 퇴단했고 2011년부터는 오릭스로 다시 복귀하여 편성부 국내그룹과장(스카우트 담당)으로서 스카우팅 활동을 재개하고 있었다.
2014년에는 한신의 2군 수석 코치 겸 타격 코치로 발탁돼 현장에 복귀했다. 2015년에는 2군 감독으로 전환되는 한편 6월 29일 메이지 진구 야구장에서 개최된 ‘사무라이 재팬 대학 일본 대표 대 NPB 선발’에서 NPB 선발팀의 코치를 맡았다. 또한 가케후 마사유키 구단 본부 육성 & 타격 코디네이터(DC)가 2군 감독으로 취임한 2016년에도, 2군 수석 코치 겸 수비 주루 코치로서 구단에 잔류했다. 2017년에 2군 수석 코치 겸 육성 코치로 보직이 이동했지만 시즌 종료 후 한신을 퇴단했다.
2018년과 2019년에는 오릭스 구단 본부의 편성부 부부장으로서 스카우팅 활동을 총괄하고 있었다.

## 플레이 스타일
- 전 타순 홈런으로 상징되는 것처럼 현역 시절에는 다양한 타순에 기용됐다. 자신은 타순에 대한 집착이나 조건은 없고 경기에 출전하는 것을 중시하고 있었다.[39] 연습 중간부터 높은 집중력을 유지하는 등 야구에 대한 진지한 자세는 에나쓰 유타카에게서 높은 평가를 받았다.[14]
- 3루수로서의 수비는 프로 입단 후에 글러브의 사용법부터 배웠지만 순발력이 있기 때문에 좌우로의 반응이 좋았다고 한다.[13] 기대 이상의 수비를 보여주면서 통산 네 번의 골든 글러브상을 수상했다.

## 상세 정보

### 출신 학교
- 기사라즈추오 고등학교(현: 기사라즈 종합 고등학교)
- 아시아 대학

### 선수 경력
- 닛폰햄 파이터스(1978년 ~ 1990년)
- 한신 타이거스(1991년 ~ 1992년)

### 지도자 경력
- 닛폰햄 파이터스 2군 타격 코치(1993년 ~ 1994년)
- 닛폰햄 파이터스 내야 수비 주루 코치, 타격 수석 코치(1995년 ~ 2002년)
- 오릭스 버펄로스 2군 타격 코치(2008년)
- 오릭스 버펄로스 2군 감독(2009년)
- 도호쿠 라쿠텐 골든이글스(2010년)
- 한신 타이거스 2군 수석 코치 겸 타격 코치(2014년)
- 한신 타이거스 2군 감독(2015년 ~ 2017년)

### 수상·타이틀 경력

#### 타이틀
- 최다 승리 타점 : 1회(1985년)

#### 수상
- 골든 글러브상 : 4회(1982년 ~ 1983년, 1985년 ~ 1986년)
- 월간 MVP : 1회(1985년 7월)
- 고라쿠엔 MVP상 : 1회(1985년)

### 개인 기록

#### 첫 기록
- 첫 출장·첫 선발 출장 : 1978년 4월 14일, 대 긴테쓰 버펄로스 전기 1차전(닛폰 생명 구장), 8번·3루수로서 선발 출장
- 첫 타석·첫 안타 : 상동, 3회초에 오타 고지로부터
- 첫 홈런·첫 타점 : 1978년 4월 15일, 대 긴테쓰 버펄로스 전기 2차전(후지이데라 구장), 6회초에 이모토 다카시로부터 좌월 2점 홈런

#### 기록 달성 경력
- 통산 100홈런 : 1985년 6월 29일, 대 롯데 오리온스 8차전(고라쿠엔 구장), 8회말에 니시나 도키나리로부터 2점 홈런 ※역대 137번째
- 통산 1000안타 : 1986년 7월 3일, 대 긴테쓰 버펄로스 15차전(고라쿠엔 구장), 2회말에 사사키 오사무로부터 좌전안타 ※역대 145번째
- 통산 1000경기 출장 : 1986년 6월 14일, 대 한큐 브레이브스 12차전(한큐 니시노미야 구장), 7번·3루수로서 선발 출장 ※역대 264번째(미즈카미 요시오와 같은 날에 달성)
- 통산 150홈런 : 1987년 9월 2일, 대 긴테쓰 버펄로스 22차전(닛폰 생명 구장), 4회초에 무라타 다쓰미로부터 우중간에 솔로 홈런 ※역대 85번째
- 통산 1500경기 출장 : 1991년 9월 22일, 대 요코하마 다이요 웨일스 19차전(한신 고시엔 구장), 9회초에 토머스 오말리를 대신해 1루수로서 출장 ※역대 100번째

#### 기타
- 올스타전 출장 : 2회(1979년, 1985년)

### 등번호
- 5(1978년 ~ 1990년)
- 12(1991년 ~ 1992년)
- 71(1993년 ~ 2002년, 2008년 ~ 2009년)
- 77(2010년)
- 83(2014년 ~ 2017년)

### 연도별 타격 성적
| 연 도       | 소 속       | 경 기 | 타 석 | 타 수 | 득 점 | 안 타 | 2 루 타 | 3 루 타 | 홈 런 | 루 타 | 타 점 | 도 루 | 도 루 자 | 희 생 번 | 희 생 플 | 볼 넷 | 고 4 | 사 구 | 삼 진 | 병 살 타 | 타 율 | 출 루 율 | 장 타 율 | O P S |
| ----------- | ----------- | ----- | ----- | ----- | ----- | ----- | ------- | ------- | ----- | ----- | ----- | ----- | -------- | -------- | -------- | ----- | ---- | ----- | ----- | -------- | ----- | -------- | -------- | ----- |
| 1978년      | 닛폰햄      | 108   | 368   | 330   | 37    | 72    | 14      | 0       | 7     | 107   | 32    | 3     | 3        | 8        | 2        | 15    | 0    | 13    | 50    | 9        | .218  | .278     | .324     | .602  |
| 1979년      | 닛폰햄      | 109   | 423   | 390   | 58    | 122   | 23      | 2       | 15    | 194   | 56    | 14    | 8        | 1        | 5        | 21    | 1    | 6     | 38    | 9        | .313  | .353     | .497     | .851  |
| 1980년      | 닛폰햄      | 84    | 308   | 287   | 38    | 69    | 10      | 0       | 9     | 106   | 30    | 12    | 3        | 3        | 1        | 12    | 0    | 5     | 30    | 8        | .240  | .282     | .369     | .651  |
| 1981년      | 닛폰햄      | 130   | 513   | 465   | 55    | 135   | 22      | 2       | 11    | 194   | 73    | 18    | 5        | 11       | 3        | 27    | 0    | 7     | 45    | 14       | .290  | .337     | .417     | .754  |
| 1982년      | 닛폰햄      | 130   | 520   | 471   | 57    | 137   | 25      | 4       | 13    | 209   | 52    | 9     | 5        | 13       | 2        | 21    | 2    | 13    | 41    | 18       | .291  | .337     | .444     | .781  |
| 1983년      | 닛폰햄      | 130   | 533   | 487   | 67    | 149   | 20      | 0       | 19    | 226   | 65    | 10    | 3        | 9        | 6        | 25    | 2    | 6     | 33    | 14       | .306  | .344     | .464     | .810  |
| 1984년      | 닛폰햄      | 130   | 508   | 468   | 49    | 116   | 24      | 2       | 13    | 183   | 52    | 12    | 3        | 8        | 1        | 29    | 2    | 2     | 33    | 8        | .248  | .294     | .391     | .685  |
| 1985년      | 닛폰햄      | 127   | 534   | 470   | 80    | 141   | 25      | 2       | 33    | 269   | 96    | 2     | 1        | 3        | 2        | 55    | 6    | 4     | 52    | 13       | .300  | .377     | .572     | .949  |
| 1986년      | 닛폰햄      | 130   | 544   | 492   | 62    | 140   | 27      | 1       | 21    | 232   | 68    | 23    | 3        | 3        | 2        | 44    | 1    | 3     | 92    | 19       | .285  | .346     | .472     | .817  |
| 1987년      | 닛폰햄      | 104   | 405   | 366   | 56    | 95    | 14      | 1       | 15    | 156   | 69    | 2     | 0        | 0        | 3        | 32    | 1    | 4     | 49    | 12       | .260  | .323     | .426     | .750  |
| 1988년      | 닛폰햄      | 106   | 379   | 351   | 27    | 87    | 12      | 1       | 6     | 119   | 31    | 7     | 0        | 7        | 1        | 18    | 0    | 2     | 59    | 8        | .248  | .288     | .339     | .627  |
| 1989년      | 닛폰햄      | 109   | 367   | 323   | 37    | 88    | 7       | 1       | 14    | 139   | 42    | 7     | 4        | 13       | 2        | 27    | 1    | 2     | 41    | 11       | .272  | .331     | .430     | .761  |
| 1990년      | 닛폰햄      | 67    | 207   | 181   | 18    | 40    | 8       | 1       | 4     | 62    | 17    | 2     | 1        | 7        | 2        | 16    | 0    | 1     | 27    | 7        | .221  | .285     | .343     | .628  |
| 1991년      | 한신        | 44    | 48    | 45    | 1     | 14    | 2       | 0       | 0     | 16    | 2     | 0     | 0        | 0        | 0        | 2     | 0    | 1     | 12    | 3        | .311  | .354     | .356     | .710  |
| 1992년      | 한신        | 13    | 19    | 17    | 0     | 1     | 0       | 0       | 0     | 1     | 1     | 1     | 0        | 0        | 0        | 2     | 0    | 0     | 2     | 1        | .059  | .059     | .158     | .217  |
| 통산 : 15년 | 통산 : 15년 | 1521  | 5676  | 5143  | 642   | 1406  | 233     | 17      | 180   | 2213  | 686   | 122   | 39       | 86       | 32       | 346   | 16   | 69    | 604   | 157      | .273  | .326     | .430     | .756  |

- 굵은 글씨는 시즌 최고 성적.

### 주해
1. ↑  이 ‘본바’라는 별명은 프로 1년째의 시즌 종료 후 팬 공모에 의해서 붙여졌다.[2][3]

### 출전
1. ↑  《슈칸 베이스볼》, 2005년 2월 1일자, p.76
2. ↑  松井進作 「V戦士になった『ボンバー』古屋英夫」 週刊ベースボール別冊 よみがえる1980年代のプロ野球 [Part.7] 1981年編 巨人8年ぶり日本一 ベースボール・マガジン社.2020年.P24
3. ↑  “古屋英夫 パワフルな攻守走で異彩を放った“ボンバー”／プロ野球1980年代の名選手”. 슈칸 베이스볼 ONLINE. 2019년 3월 1일. 2022년 2월 6일에 확인함.
4. ↑  에비사와 야스히사(1996), p.187
5. ↑  에비사와 야스히사(1996), p.189
6. ↑  에비사와 야스히사(1996), p.190
7. ↑  에비사와 야스히사(1996), p.192
8. 1 2  에비사와 야스히사(1996), p.194
9. ↑  에비사와 야스히사(1996), p.195
10. ↑  에비사와 야스히사(1996), p.196
11. ↑  에비사와 야스히사(1996), p.197
12. ↑  에비사와 야스히사(1996), p.200
13. 1 2 3  에비사와 야스히사(1996), p.203
14. 1 2  《슈칸 베이스볼》, 2005년 2월 1일자, p.77
15. ↑  “1981年の日本シリーズ NPB公式記録”. 일본 야구 기구. 2021년 7월 11일에 확인함.
16. ↑  에비사와 야스히사(1996), p.204
17. ↑  에비사와 야스히사(1996), p.206
18. 1 2  에비사와 야스히사(1996), p.208
19. ↑  “【虎のソナタ】新米記者に「おい、ピカピカ…いや、なんだっけ」　古屋コーチ、そりゃないですよ～”. 산케이 신문. 2016년 6월 24일. 2021년 7월 11일에 확인함.
20. ↑  “【３月16日】1985年（昭60）　２０年目“草魂”の意地！オープン戦１失点完投”. 스포니치 Sponichi Annex. 2011년 3월 16일. 2011년 5월 28일에 원본 문서에서 보존된 문서. 2021년 7월 11일에 확인함.
21. ↑  에비사와 야스히사(1996), p.209
22. 1 2 3  에비사와 야스히사(1996), p.210
23. ↑  에비사와 야스히사(1996), p.212
24. ↑  에비사와 야스히사(1996), p.216
25. 1 2  에비사와 야스히사(1996), p.218
26. ↑  에비사와 야스히사(1996), p.219
27. ↑  에비사와 야스히사(1996), p.220
28. ↑  “オリックス2軍打撃コーチ 古屋英夫さん”. 高校野球.com. 2008년 1월 14일. 2쪽. 2021년 7월 10일에 원본 문서에서 보존된 문서. 2021년 7월 11일에 확인함.
29. ↑  “オリックス2軍打撃コーチ 古屋英夫さん”. 高校野球.com. 2008년 1월 14일. 1쪽. 2021년 7월 10일에 원본 문서에서 보존된 문서. 2021년 7월 11일에 확인함.
30. 1 2  《슈칸 베이스볼》, 2009년 3월 16일자, p.77
31. ↑  “来季のコーチ契約について”. 도호쿠 라쿠텐 골든이글스. 2010년 10월 7일. 2021년 7월 11일에 확인함.
32. ↑  “古屋英夫氏のコーチ就任について”. 한신 타이거스. 2013년 10월 28일. 2021년 7월 11일에 확인함.
33. ↑  “2015年度 監督・コーチについて”. 한신 타이거스. 2014년 11월 6일. 2014년 11월 6일에 확인함.
34. ↑  “侍J大学代表vsNPB選抜 メンバー発表”. 일본 야구 기구. 2015년 4월 28일. 2015년 5월 24일에 확인함.
35. ↑  “阪神、金本新監督率いる来季コーチ陣発表”. 산케이 스포츠. 2015년 10월 27일. 2018년 7월 26일에 원본 문서에서 보존된 문서. 2021년 7월 11일에 확인함.
36. ↑  “来季のコーチ契約について”. 한신 타이거스. 2017년 9월 29일. 2017년 9월 29일에 확인함.
37. ↑  “オリックス、古屋英夫氏が編成部副部長で入団”. 닛칸 스포츠. 2017년 12월 28일. 2021년 7월 11일에 확인함.
38. ↑  “オリックス、スカウト体制一新　古屋氏と中川氏が退団へ　来季も育成路線は継続”. 스포츠 닛폰. 2019년 12월 17일. 2021년 7월 11일에 확인함.
39. ↑  에비사와 야스히사(1996), p.211

## 참고 문헌
- 에비사와 야스히사 (1996년). 《베테랑》. 분슌분코.